# ᇃ
ᅟᅠᇃ(표준어: 기역리을, 문화어: 기윽리을)은 한글 낱자 ㄱ과 ㄹ을 겹쳐 놓은 것이다. 현재는 쓰이지 않는다. 유니코드 CJK IME에서는 이 글자가 포함된 글자를 조합할 수 없는 오류가 있다.

## 코드 값
| 종류                  | 종류           | 글자   | 유니코드 | HTML     |
| --------------------- | -------------- | ------ | -------- | -------- |
| 한글 호환 자모        | 한글 호환 자모 | (없음) | (없음)   | (없음)   |
| 한글 자모 영역        | 첫소리         | (없음) | (없음)   | (없음)   |
| 한글 자모 영역        | 끝소리         | ᅟᅠᇃ     | U+11C3   | &#4547;  |
| 한양 사용자 정의 영역 | 첫소리         | (없음) | (없음)   | (없음)   |
| 한양 사용자 정의 영역 | 끝소리         |     | U+F86E   | &#63599; |
| 반각                  | 반각           | (없음) | (없음)   | (없음)   |